# Idiocera (Idiocera) myriacantha
Idiocera (Idiocera) myriacantha is een tweevleugelige uit de familie steltmuggen (Limoniidae). De soort komt voor in het Oriëntaals gebied.